# 底形
底形（英語：bedform）是一種在流體在底界面處形成的結構。是由於流體流動水底沉積物而造成的。 例如同波痕和沙丘。 底形通常被保留在岩石中，故可用於推斷流體深度和速度。